# Isnard de Sabran
Isnard de Sabran (France, 1275 - Catane, Sicile, 1297) est un noble français.
Il est fils d'Ermengaud de Sabran, seigneur d'Ansouis, et de Laudune d'Albe de Roquemartine. Il est frère d'Elzéar II de Sabran, de Cécile de Sabran et d'Amphélise de Sabran, ainsi que demi-frère de Guillaume de Sabran, troisième comte d'Ariano, d'Eustache de Sabran, de Sibylle de Sabran et de Béatrice de Sabran.
Il épouse Marguerite de Villehardouin, baronne d'Akova, avec qui il a une fille : 
- Isabelle de Sabran, infante de Majorque

Isnard meurt en 1297.